# The Dunes
The Dunes wurde am 23. Mai 1955 als zehntes Hotel am Las Vegas Strip eröffnet. 1961 und 1979 wurde jeweils ein Tower mit zusätzlichen Zimmern gebaut.
Berühmte Entertainer, unter anderem Frank Sinatra, Judy Garland und Dean Martin, traten in den 50er und 60er Jahren im Hotel auf. Auch deutsche Künstlerinnen wie Manuela und Heidi Brühl hatten Engagements im Dunes.
Im November 1992 wurde The Dunes an die Mirage Resorts Inc. für 75 Millionen US$ verkauft. Am 26. Januar 1993 wurde es geschlossen, da es mit den moderneren Mega-Resorts nicht mehr konkurrieren konnte.
Am 27. Oktober 1993 wurde The Dunes durch eine Sprengung abgerissen. Als Rahmenprogramm zur Sprengung wurde ein großes Feuerwerk entzündet.
Heute steht das Hotel Bellagio an dieser Stelle.